# Kostel svaté Terezie (Horní Halže)
Kostel svaté Terezie Veliké je malá sakrální stavba v Horní Halži. Někdy je uváděna jako mešní kaple, ale z liturgického hlediska se jedná podle katalogu litoměřického biskupství o filiální kostel.

## Historie
Kostel byl vystavěn v roce 1902 nákladem spolku, který byl zřízen za účelem její výstavby. Jedná se o jednolodní stavbu v novogotickém stylu s věžičkou a pětiboce uzavřeným presbytářem. Spolu s obcí patřil kostel do roku 2003 do farnosti Měděnec, od zrušení této farnosti je součástí farnosti Vejprty. Je v poměrně dobrém technickém stavu, a dodnes slouží svému původnímu účelu. Jsou zde příležitostné bohoslužby.